# Triancyra luzonica
Triancyra luzonica là một loài tò vò trong họ Ichneumonidae.